# Hełmogłowik biały
Hełmogłowik biały, skoczek królewski (Chiroxiphia bokermanni) – gatunek małego ptaka z rodziny gorzykowatych (Pipridae). Występuje endemicznie w Brazylii. Gatunek ten jest krytycznie zagrożony wskutek utraty siedliska.
TaksonomiaGatunek został odkryty w grudniu 1996, a naukowo opisany w 1998 na łamach czasopisma „Ararajuba”. Wraz z hełmogłowikiem czarnym (Chiroxiphia galeata) często umieszczany jest w odrębnym rodzaju Antilophia. Nie wyróżnia się podgatunków.
Epitet gatunkowy – bokermanni – upamiętnia brazylijskiego zoologa i twórcę filmów o dzikiej przyrodzie – Wernera Bokermanna, który zmarł w 1995. Ponieważ czub ptaka przypomina hełm, otrzymał portugalską nazwę soldadinho-do-araripe (mały żołnierz wśród gorzyków). Ta nazwa nawiązuje również do spokrewnionego z nim, lecz bardziej rozpowszechnionego hełmogłowika czarnego, który z wyglądu jest do niego podobny.
MorfologiaJak większość gorzyków, cechuje go silny dymorfizm płciowy w barwie upierzenia. Podobnie jak hełmogłowik czarny jest stosunkowo duży (w porównaniu do innych gorzykowatych) – długość ciała wynosi około 15,5 cm. Ma długi ogon. U efektownie ozdobionego samca dominuje kolor biały. Z wyjątkiem schowanych białych części skrzydeł, są one czarne, podobnie jak ogon. Od czuba do środkowej części grzbietu biegną karminowoczerwone czerwone łaty. Tęczówka jest czerwona. samice są oliwkowozielone z bladozielonym spodem ciała. Mają skrócony oliwkowozielony czub z przodu głowy.
WystępowanieHełmogłowik biały jest endemitem północno-wschodniej Brazylii. Dotychczas spotkano go jedynie na wyżynie Chapada do Araripe na południu stanu Ceará. Występuje w przedziale wysokości 600–800 m n.p.m. Zasięg występowania gatunku obejmuje terytorium trzech gmin: Crato, Barbalha i Missao Velha.
StatusIUCN uznaje hełmogłowika białego za gatunek krytycznie zagrożony (CR, Critically Endangered) nieprzerwanie od 2000 (stan w 2021). W 2000 szacowana populacja tego gatunku liczyła co najmniej 50 osobników i został on oceniony jako jeden z najrzadszych ptaków Brazylii oraz świata. W 2003 liczba osobników była bardziej optymistyczna i BirdLife International oszacował populację na 49–250 osobników. W 2004 na podstawie 43 odkrytych samców przyjęto, że jest 250 osobników w ogóle. Najdokładniejsze do tej pory badanie, przeprowadzone pod koniec 2010, wykazało, że populacja liczyła wówczas 779 osobników, co oznacza, że wcześniejsze szacunki były zaniżone. W 2000 wybudowano park rozrywki z basenami i asfaltowe drogi, wskutek czego duża część naturalnego siedliska tego ptaka została zniszczona. Wycięte drzewa zastąpiono plantacjami bananów. Oprócz utraty i degradacji siedlisk zagrożenie stanowią także pożary lasów. W 2014 w celu ochrony gatunku utworzono dwa niewielkie rezerwaty.